# Battle Isle (Computerspiel)
Battle Isle ist ein 1991 erschienenes rundenbasiertes Strategiespiel, das von Blue Byte und außerhalb Deutschlands von Ubisoft für Amiga und MS-DOS veröffentlicht wurde. Es ist das erste Spiel innerhalb der Battle Isle Reihe. Mit Battle Isle: Scenario Disk 1 - Air-Land-Sea und Battle Isle Data Disk II: Der Mond von Cromos existieren zwei Computerspiel-Erweiterungen. Eine inoffizielle Erweiterung namens Battle Field Creator erschien 1994. Eine Version für Atari ST wurde angekündigt, aber nie veröffentlicht. Mit Battle Isle 2 existiert ein direkter Nachfolger. Im Jahr 2000 erschien es erneut in Form einer Computerspielsammlung Battle Isle: Platinum. Diese wurde auf GOG.com digital wiederveröffentlicht.

## Spielprinzip
Technisch und vom Spielprinzip her orientierte man sich stark an Nectaris. Gesteuert wird fast ausschließlich mit dem Joystick. Es gibt 32 Kampfgebiete, die solo gegen den Computergegner und im Zweispielermodus gegeneinander bestritten werden können. Die Landschaft wird aus der Vogelperspektive in einem Sechseckraster dargestellt. Es gibt 19 verschiedene Truppengattungen. Je nach Untergrund verändert sich die Kampfkraft der Einheiten. Zudem erhalten Einheiten Erfahrungspunkte, die ihre Kampfkraft steigern. Angeschlagene Einheiten können repariert werden. Nach jedem Level erhält man eine Statistikübersicht und ein Passwort, um dort erneut einzusteigen.

## Entwicklung
Die Entwicklung begann im November 1989. Ein Prototyp der grafischen Oberfläche wurde in BASIC programmiert, um die technische Machbarkeit zu prüfen. Nach dessen Fertigstellung im Mai 1990 wurden weitere Programmierer angestellt. Etwa ein Viertel des Programmcodes wurde in Assemblersprache programmiert. Die übrigen Teile wurde in der Hochsprache C geschrieben, was für Entwickler Blue Byte ein Novum war. Grafiken wurde eingeführt und das Spiel im Oktober 1990 fertiggestellt. Da die vorläufige Endfassung ähnlich wie Herzog Zwei zu sehr auf Schnelligkeit als auf Taktik hinauslief, wurde das Konzept bis Frühjahr 1991 überarbeitet: so entfiel die Symbolsteuerung am unteren Rand und die Trennung von Angriff und Bewegung wurde eingeführt. Nach der Veröffentlichung von Wing Commander entschied man sich auch Zwischensequenzen einzubauen. Im Mai 1991 wurde mit den Betatests gestartet und im September 1991 die Goldfassung veröffentlicht.
Nach Erscheinen des Nachfolgers wurde mit dem Battle Field Creator noch ein Leveleditor für den Amiga veröffentlicht, der nicht von Blue Byte selbst stammte.

## Rezeption
Battle Isle sei ein perfekt durchdachter strategischer Geniestreich der Entwickler. Dadurch, dass beide Spieler im Bewegungs- und Angriffsmodus simultan agieren, blieben längere Wartezeiten aus. Die Steuerung sei einfach und logisch. Zwar entstamme das Grundprinzip von Nectaris, jedoch verfüge Battle Isle um so viele eigenständige Funktionen, dass es kein Plagiat sei. Der Computergegner sei herausfordernd. Auch die Präsentation sei hervorragend.
Bei der Fassung für den PC entfielen längere Wartezeiten bei den fortgeschrittenen Levels, die Portierung nehme keine wesentlichen Änderungen vor. Die Portierung auf den PC sei mustergültig und Battle Isle ein strategisches Highlight. Der VGA-Grafikmodus sei auf dem PC sogar noch etwas schöner als auf dem Amiga.
Retrospektiv zähle es zu den besten Rundenstrategie-Titeln auf dem Amiga.